# Detektor dymu

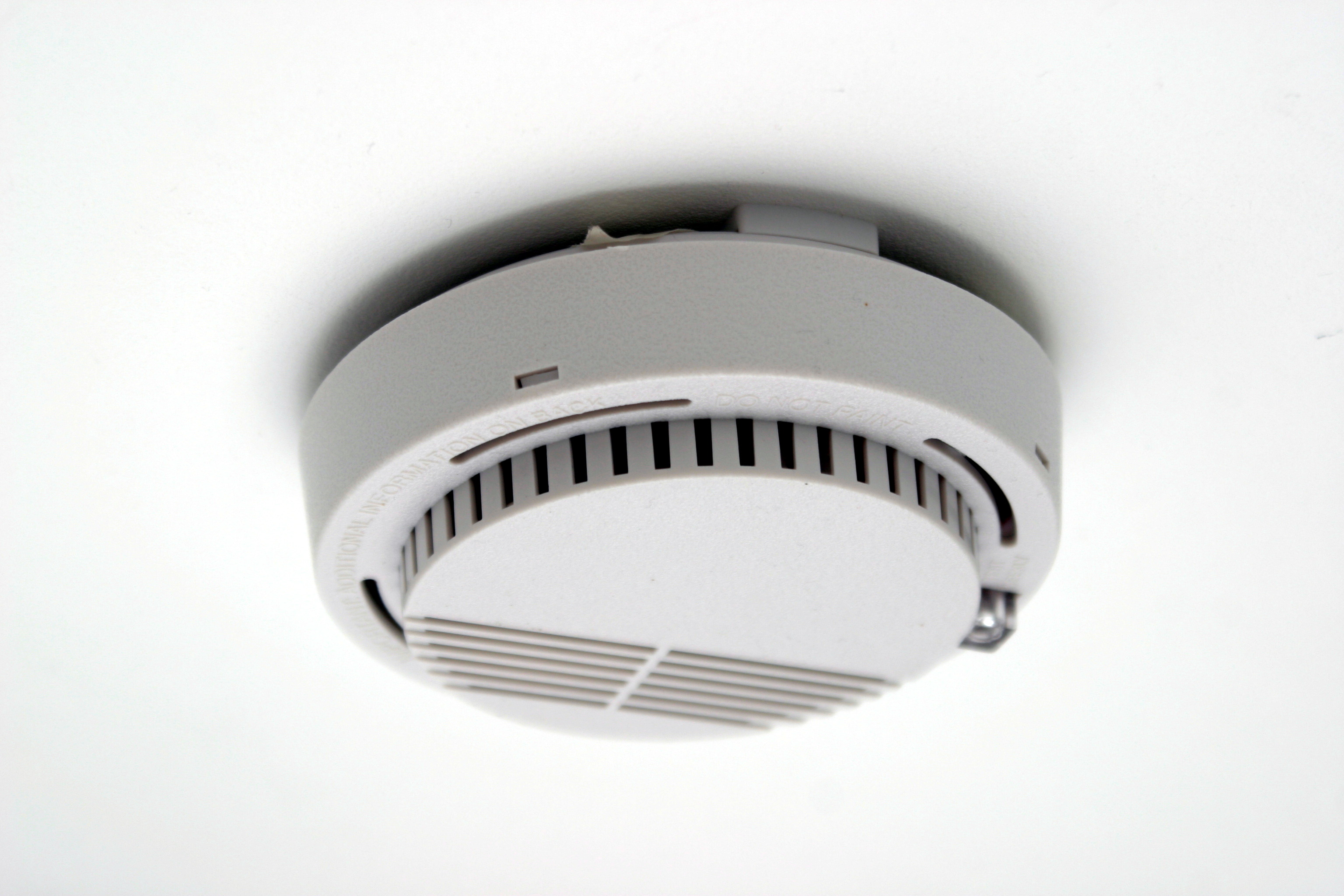
Detektor dymu

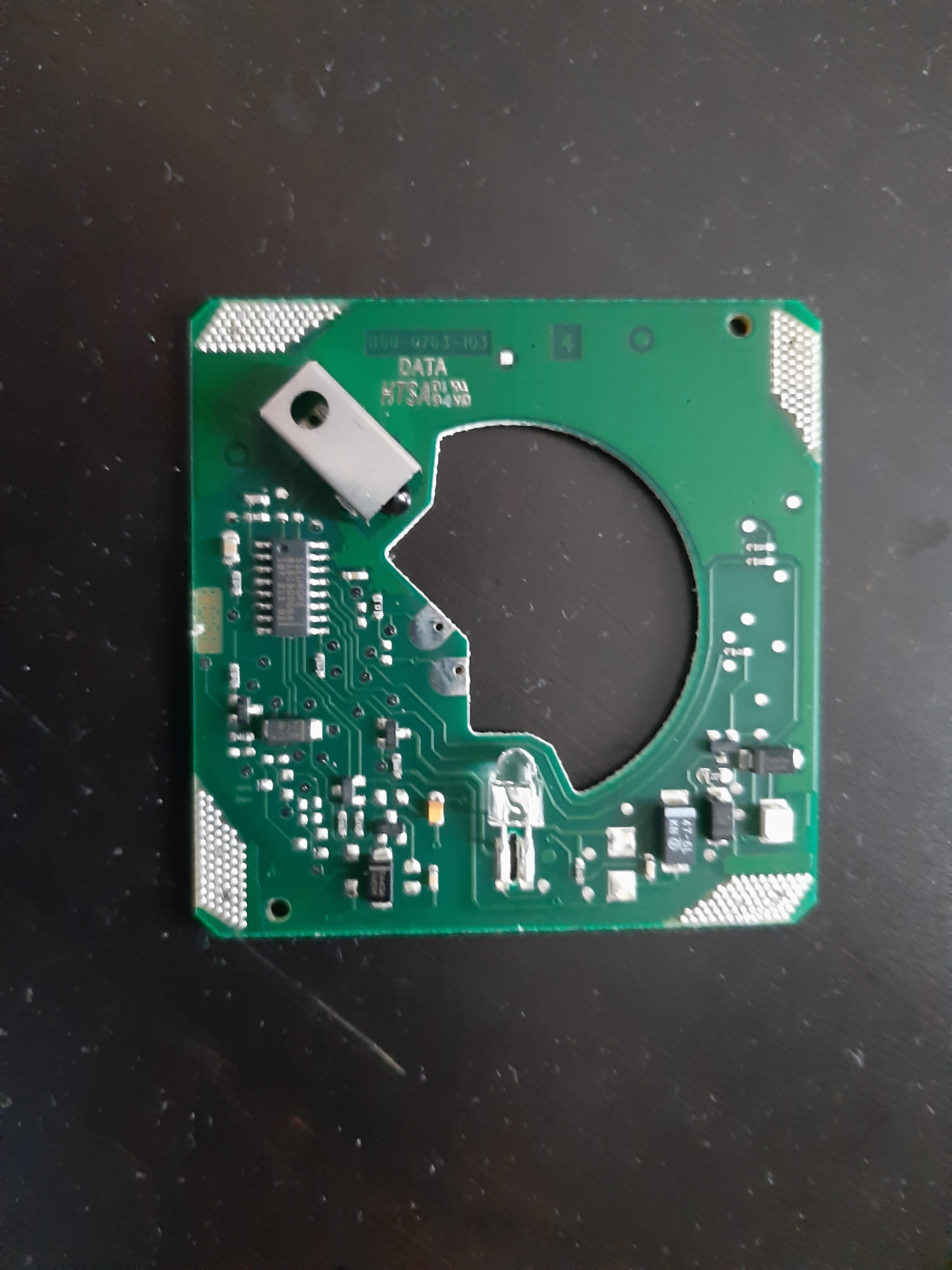
Płytka drukowana z detektora dymu.

Detektor dymu – urządzenie do wykrywania i lokalizowania zadymienia w budynkach, pomieszczeniach i urządzeniach.
Z uwagi na metodę działania można podzielić je na:
- optyczne – wykorzystujące światło optyczne lub laserowe. Ich zasada działania polega na wysyłaniu przez diodę nadawczą wiązki światła, która odbierana jest przez diodę odbiorczą. Detektor reaguje na przecięcie lub odbicie wiązki światła przez dym wnikający do detektora.
- jonizujące lub izotopowe – wykorzystujące materiały promieniotwórcze

Składa się z dwóch komór jonizacyjnych z niewielką ilością substancji promieniotwórczej. Jedna z komór jest szczelna i stanowi odniesienie do wskazań z drugiej komory, która jest otwarta na środowisko zewnętrzne, tj. możliwy jest tam na przykład napływ zadymionego powietrza. Ponieważ pojawienie się dymu w komorze spowoduje zmianę pochłaniania promieniowania, możliwe jest wykrycie takiej sytuacji poprzez porównanie napięć wyjściowych między komorą otwartą a zamkniętą, np. komparatorem
- półprzewodnikowe – wykorzystujące detektory elektroniczne